# Дім Європи (Загреб)
Дім Європи (хорв. Kuća Europe) — інформаційна установа Єврокомісії та Європарламенту, що діє в столиці Хорватії Загребі, на однойменній площі. 

## Історія

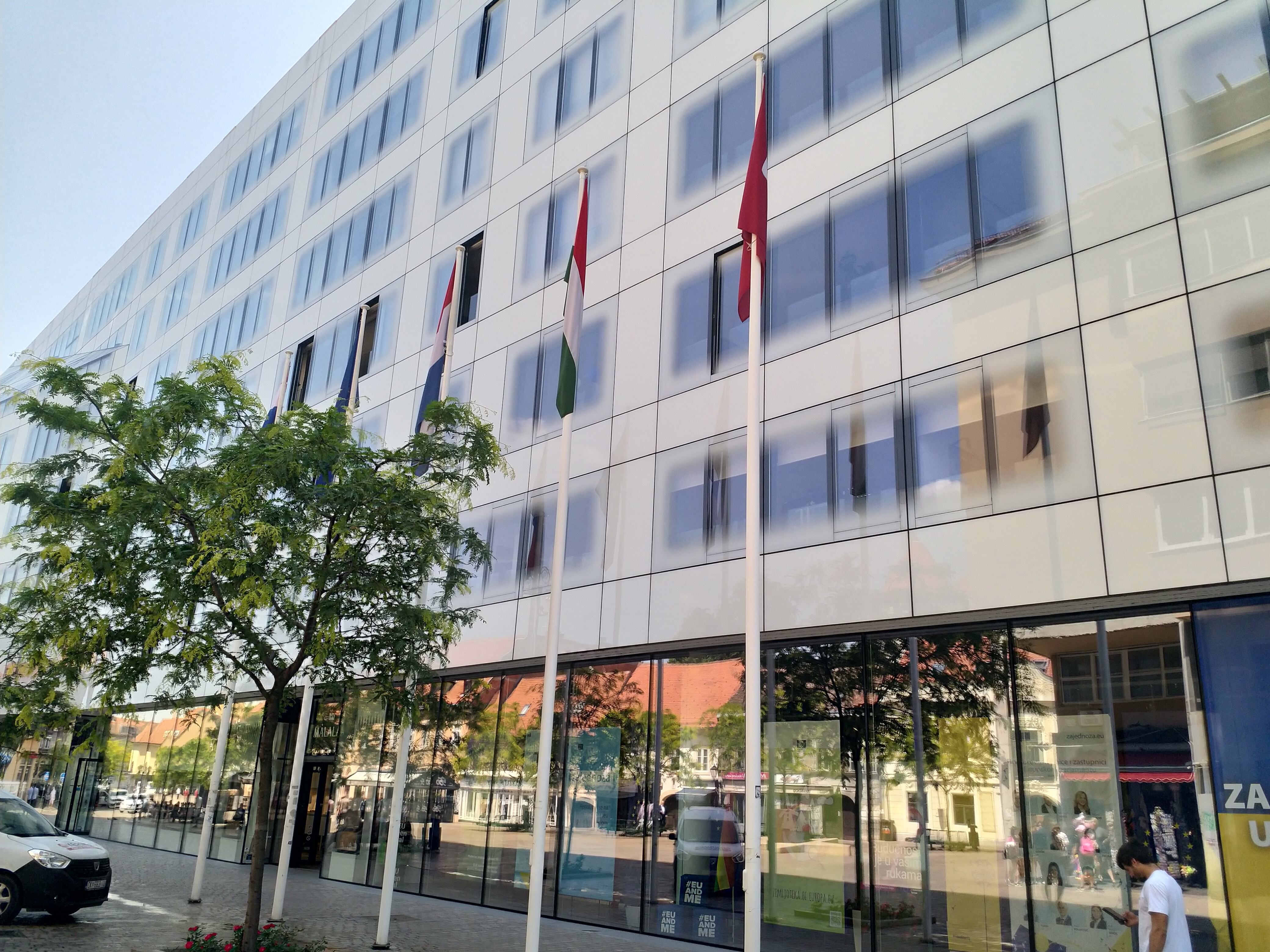
Бан-центр — місце розташування кількох посольств

Відкритий у понеділок 1 липня 2013 р., у перший день членства Хорватії в Європейському Союзі. Виконує роль місця, де громадськість може одержати всю інформацію про Євросоюз та свої права як громадян ЄС. Ще одна мета — служити громадянам для висловлення думок і для дискусій щодо роботи ЄС. Установа призначена для всіх громадян і є місцем діалогу між Європейським Союзом та його громадянами. В Домі Європи діє Управління з питань інформування Європейського парламенту в Хорватії (хорв. Ured za informiranje Europskog parlamenta u Hrvatskoj) та Постійне представництво Європейського Союзу в Республіці Хорватія (хорв. Stalno predstavništvo Europske unije u Republici Hrvatskoj). Установа запрацювала в центрі Загреба, у будівлі Бан-центру. У відкритті взяли участь тодішній прем'єр-міністр Хорватії Зоран Міланович, голова Європарламенту (ЄП) Мартін Шульц, голова Європейської комісії (ЄК) Жозе Мануель Баррозу, заступник голови ЄП Отмар Карас і заступниця голови ЄК Вів'єн Редінг, віцепрем'єр-міністр і міністр закордонних та європейських справ Весна Пусич та європейський комісар з питань розширення Штефан Фюле.
Початкова адреса Дому — вулиця Цесарчева, 6 (хорв. Cesarčeva 6) Але ще в момент відкриття Дому Європи існував задум назвати територію перед ним Європейською площею. Офіційно за майданом закріпили таку назву після реконструкції вулиць Влашка, Курельчева, Цесарчева та Бакачева 25 березня 2017 року — у 60-ту річницю підписання Римських договорів, що розглядається як дата заснування організації-попередниці ЄС.